# 徳宣一郎
徳宣一郎（とくせん いちろう、1922年12月12日 - 1995年1月7日）は日本の大蔵官僚。東北財務局長、国際金融局総務課長、北陸銀行専務取締役などを歴任。

## 来歴
富山県出身。東京帝国大学経済学部経済学科卒業。1945年10月 大蔵省入省。金融局属。1946年2月 理財局。同年4月 理財局兼銀行局。1948年2月 高等試験行政科を合格。同年11月 金沢税務署長。その後は主計局主計官補佐（農林係）、東京国税局間税部長、三重県総務部長などを務め、1962年7月 田中大蔵大臣秘書官（事務担当）。1964年7月 銀行局特別金融課長。1966年7月22日 東北財務局長。1967年8月4日 国際金融局総務課長。1968年5月7日 依願退官。同年5月 北陸銀行取締役。1977年3月 同行専務取締役。1995年1月7日 心不全で死去。

## 略歴
- 1945年10月：大蔵省入省。金融局属[1]。
- 1946年2月：理財局。
- 1946年4月：理財局 兼 銀行局。
- 1948年2月：高等試験行政科を合格。
- 1948年3月：貿易庁経理局資金課。
- 1948年11月：金沢税務署長。
- 1949年10月：理財局外債課長補佐。
- 1953年1月：国外出張（〜1953年5月）。
- 1953年10月：外務省研修所。
- 1954年2月：理財局国庫課長補佐。
- 1954年7月：主計局主計官補佐（農林係）。
- 1957年7月：東京国税局間税部長。
- 1959年8月：三重県総務部長。
- 1961年7月：為替局調査課長。
- 1962年7月：田中大蔵大臣秘書官（事務担当）。
- 1964年7月：銀行局特別金融課長。
- 1966年7月22日：東北財務局長。
- 1967年8月4日：国際金融局総務課長。
- 1968年5月7日：依願退官。